# Wenzel und Roger Rossmeisl
Wenzel Rossmeisl (* 28. Juni 1902 in Kiel; † 3. April 1975 in München) war ein Jazzgitarrist und hatte das Gitarrenbauerhandwerk in Mittenwald gelernt. Er produzierte mit seinem Sohn Roger Rossmeisl (* 1927 in Kiel; † 1979 in Berlin) die ersten in Deutschland hergestellten elektrischen Gitarren.

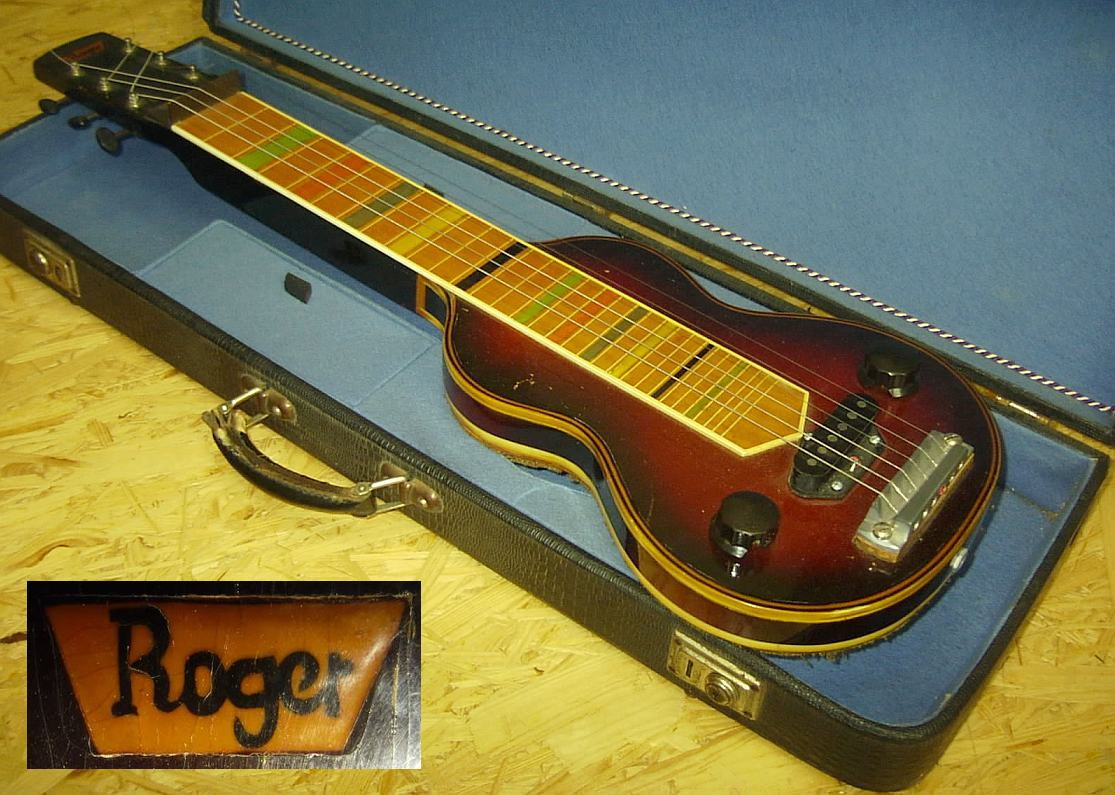
Eine elektrische Roger-Hawaii-Gitarre (Lap steel) mit Koffer; Roger-Schriftzug (kleines Foto)

## Leben und Werk
Vater und Sohn Rossmeisl bauten in der gemeinsamen Werkstatt Schlaggitarren und Hawaii-Gitarren, die auf der Leipziger Messe 1947 zu sehen waren. Vater und Sohn waren in Deutschland Pioniere auf dem Gebiet der elektrischen Tonabnahme. So baute Roger Rossmeisl um 1946/47 für den Jazzgitarristen Coco Schumann einen elektromagnetischen Tonabnehmer. Dessen elektrische Bauteile wie Spulen und Magnete stammten aus einem Kopfhörer und aus anderen Ausrüstungsgegenständen der deutschen Wehrmacht. Wenzel hatte seinen Sohn Ende der 1930er Jahre zur traditionellen Ausbildung nach Mittenwald geschickt, ein Zentrum des Streich- und Zupfinstrumentenbaus. Wenzel Rossmeisl vertrieb seine Produkte unter dem Markennamen Roger von den späten 1930er Jahren, als einer von sehr wenigen Schlaggitarren-Herstellern in Deutschland, bis zum Jahr 1962. Daneben vertrieb er in Deutschland Gitarren des italienischen Herstellers Eko.
Im September 1953 schloss Roger Rossmeisl sein Unternehmen in Berlin und wanderte in die USA aus. Nach einer kurzen Zeit beim Gitarrenhersteller Gibson in Kalamazoo, Michigan arbeitete er für den kalifornischen Hersteller Rickenbacker, dessen Firmengründer Adolph Rickenbacher aus der Schweiz stammte. Bei Rickenbacker war Roger Rossmeisl maßgeblich an der Entwicklung neuer Produktreihen mitbeteiligt. Ein bekannter Entwurf Roger Rossmeisls ist das 1958 erstmals vorgestellte E-Gitarren-Modell Rickenbacker 325. Im Jahr 1962 wechselte er zu Fender, wo er für die Entwicklung von Archtop-Gitarren und Halbresonanzgitarren im Stil der Gibson ES-335 verantwortlich war. Charakteristisch an Rossmeisls Entwürfen für Rickenbacker und Fender ist die markante Form der Gitarrendecke: Während bei traditionellen Archtop-Gitarren die Decke eine gleichmäßige Wölbung ähnlich Geigen und Celli aufweist, besitzen Rossmeisls Instrumente einen starken Wulst am Deckenrand und eine nahezu ebene Fläche in der Mitte der Decke. Dieses Gestaltungsmerkmal wird im englischen Sprachraum bis heute in Anspielung auf die Herkunft des Erfinders als „German Carve“ (etwa „deutsche Schnitzerei“) bezeichnet. Nachdem die von Roger Rossmeisl für Fender entworfenen Schlaggitarren kommerzielle Misserfolge geblieben waren, kehrte er 1973 zurück nach Deutschland. Er gab das Gitarrenbauen auf und verstarb 1979 im Alter von 52 Jahren.